# Joseph Anthony Mower
Joseph Anthony Mower (Woodstock, 22 agosto 1827 – New Orleans, 6 gennaio 1870) è stato un generale statunitense.
Nel 1855 entrò nell'esercito. Durante la guerra civile divenne colonnello dell'XI reggimento volontari del Missouri e combatté durante l'assedio di Corinth. Assunse il comando della II brigata della II divisione dell'Armata del Mississippi e la condusse in azione durante la battaglia di Corinth. Fu ferito al collo, catturato e fatto prigioniero dalle forze Confederate, ma fu liberato dai soldati dell'Unione lo stesso giorno. Il 29 novembre 1862 fu promosso al grado di generale di brigata dei volontari. Ristabilitosi dalle ferite, ritornò a comandare una brigata durante la Campagna di Vicksburg e l'assedio di Vicksburg, dove attirò l'attenzione di William T. Sherman; quest'ultimo disse di lui: È l'ufficiale giovane più audace che abbiamo.
Durante la Campagna di Red River, Mower comandò la I e la III divisione del XVI Corpo d'armata, ed ottenne il passaggio di grado nell'esercito regolare per le azioni sostenute durante le battaglie di Fort De Russy e Yellow Bayou. Comandò la I divisione dell'ala destra del XVI Corpo d'armata durante la battaglia di Tupelo.
Il 12 agosto 1864 fu promosso al grado di maggior generale, e Sherman ordinò a Mower di unirsi alle forze dell'Unione ad Atlanta. Comandò la I divisione del XVII Corpo d'armata durante la Marcia verso il mare e nella Campagna delle Carolina. La sua divisione giocò un ruolo significativo durante le battaglie di Salkehatchie e Bentonville.
Al termine della guerra fu inviato, insieme al generale Gordon Granger, in Texas, dove gli fu affidato il comando del Distretto dell'est.